# Поликарпов, Сергей Иванович
Сергей Иванович Поликарпов (30 августа 1932, Выхино, Московская область — 8 ноября 1988) — советский и российский поэт, член Союза писателей СССР с 1964 года. Автор более 10 книг и участник около 20 сборников поэтических переводов с языков народов СССР.

## Биография
Родился 30 августа 1932 года в деревне Выхино (ныне район Москвы). Мать — Поликарпова Александра Семеновна, отец — Поликарпов Иван Трофимович. Родители приехали в Выхино из-под Рязани, в Москве работали: отец — полотером, шорником, мать — протирщицей стекол.
В первые дни войны в 1941 году отец ушел на фронт, вернулся в 1942 году с туберкулезом, от которого через год скончался. Сергея война застала в Рязанской области, в деревне у бабушки, где он учился в школе со второго по четвёртый класс, во время каникул работал в колхозе.
С 1944 года жил в Выхине, закончил семилетнюю школу, поступил в восьмой класс. Но из необходимости помогать матери проучился в нём недолго, бросил школу и пошел работать на фабрику «Военная фурнитура».
В 1948 году поступил в Московский металлургический техникум по специальности сталеплавильщика. После учёбы работал помощником мастера в мартеновском цехе завода «Серп и молот». В 1952 году был призван в армию, поступил в Житомирское Краснознаменное зенитно-артиллерийское училище, после окончания которого с 1955 по 1956 год служил командиром огневого взвода в Баку. После увольнения в запас работал сначала лаборантом в научно-исследовательском институте ЦНИИЧермет в Москве, а затем внештатным корреспондентом в журнале «Москва». Одновременно учился на заочном отделении Литературного института имени Максима Горького, куда поступил в 1957 году (закончил в 1963 году). В разные годы работал в редакциях журналов «Молодая гвардия» и «Советский писатель».
Писать стихи начал с двенадцати лет. Первое стихотворение было опубликовано в 1950 году в газете «Ухтомский рабочий». Потом его стихи печатались в газетах «Комсомольская правда», «Литературная газета», в журналах «Смена», «Молодая гвардия», «Новый мир», «Москва». В 1962 году вышла первая книга стихов, — «Проталина»
Участвовал в поэтических вечерах, чтениях, днях поэзии. Принимал участие в известном по фильму режиссёра М. Хуциева «Застава Ильича» вечере поэтов в большом зале Политехнического музея, где, по отзывам присутствующих, имел большой успех. Эпизод с ним был из фильма вырезан.
Жена — Поликарпова (Жилина) Елена Михайловна (05.02.1933 — 20.09.2014). Дочь — Поликарпова Наталья Сергеевна.
Умер в 1988 году. Похоронен на Хованском кладбище.

## Книги
- Проталина, Москва, Советский писатель, 1962
- Золотая подкова, Фрунзе, Киргизское государственное издательство, 1963
- Стреноженные громы, Москва, Московский рабочий, 1964
- Солнце в колесах, Москва, Молодая гвардия, 1965
- Бедовушка, Москва, Советская Россия, 1968
- Терема, Москва, Советский писатель, 1971
- Рубежи, Москва, Молодая гвардия, 1972
- Ясень, Москва, Московский рабочий, 1976
- Куст неопалимый, Москва, Советский писатель, 1976
- Продолжение суток, Москва, Молодая гвардия, 1978
- Теплые сумерки, Москва, Современник, 1980
- Берег огненного моря, Баку, Язычи, 1981
- Град белокаменный, Москва, Советский писатель, 1983
- Стезя, Москва, Современник, 1983
- Неиссушимая криница, Москва, Молодая гвардия, 1984
- Избранное, Москва, Художественная Литература, 1984
- Веха, Советская Россия, 1985
- Души предел желанный, Москва, Советский писатель, 1987
- Час истины, Москва, Современник, 1988
- Атакующая защита, Москва, 1988

## Книги о Сергее Поликарпове
- Судьбина, Москва, Информационнон содружество «Атлантида», 1998
- Васильева Л. Путешествие друзей с врагами. — М.: Бослен. — С. 245—265.